# Alcis sinadmissa
Alcis sinadmissa är en fjärilsart som beskrevs av Eugen Wehrli 1943. Alcis sinadmissa ingår i släktet Alcis och familjen mätare. Inga underarter finns listade i Catalogue of Life.